# Вяз приземистый
Вяз приземистый, или карагач, также Вяз низкий, Вяз мелколистный (лат. Ulmus pumila) — вид деревьев рода Вяз (Ulmus) семейства Ильмовые (Ulmaceae).

## Название
Согласно Школьному этимологическому словарю русского языка (2004), название «карагач» заимствовано в XVII веке из тюркских языков, где оно происходит от сложения слов кара — «черное» и агач — «дерево». Так, в современном казахском языке, который относится к тюркским языкам, дерево называется каз. қарағаш, что и означает в переводе «қара» — «черное», «ағаш» — «дерево».

## Ботаническое описание
Дерево высотой около 25 м и диаметром ствола примерно 1 м. В засушливых районах своего ареала произрастает в виде кустарника. Кора побегов гладкая, серовато-коричневого или светло-серого цвета, но может становиться грубой, тёмно-серой и время от времени местами прорываться. Веточки светлые, желтовато-серые, светло-серо-коричневые или светло-серые, гладкие или шерстистые, с разбросанными чечевичками. Зимние почки от яйцевидной до шаровидной формы. Листья от эллиптически-овальной до эллиптически-ланцетовидной формы, или же яйцевидно-ланцетовидные, 2-8 см длиной и 1,2-3,5 см шириной, с заострённой вершиной и симметричным основанием.
Цветёт в апреле до распускания листьев, семена созревают в мае—июне, быстро теряют всхожесть.

## Распространение и экология
Произрастает в основном на севере, северо-западе и северо-востоке Китая, а также в некоторых юго-западных провинциях, в туркестанском регионе, в Казахстане, на юго-восточных отрогах Джунгарского Алатау, Западной Сибири, Монголии, Тибете, Индии и Корее, а также культивируется в Южной Европе и Северной Америке. На Дальнем Востоке встречается в Приморском и Хабаровском крае, Амурской области.
Нетребователен к плодородию и влажности почвы, выносит слабую засоленность. Обладает быстрым ростом. Светолюбив, морозостоек. Корни длинные, шнуровидные. Возобновляется семенами и обильной порослью от пня. Легко разводится семенами.

## Значение и применение
Переносит самую сильную стрижку и обрезку в любом возрасте, что позволяет создавать из него бордюры любой высоты, формировать разнообразные кроны — шаровые, конические и др. Живые изгороди из ильма приземистого вокруг плодово-ягодных садов должны быть удалены от культурных растений на достаточное расстояние, иначе он своими длинными корнями будет заглушать их.
Недостатком этого вида (равно как и других) является его уязвимость для вредных насекомых и болезней. Наибольший вред ему приносит голландская болезнь, вызываемая грибом Graphium ulmi и приводящая к массовой суховершинности и усыханию деревьев.
Этот вяз часто применяют для восстановления лесов. Из коры получают волокно, которое используют взамен пеньки. 
Сорта:
- 中华金叶榆 (Ulmus pumila 'Zhonghua Jinye') — китайский сорт с золотистыми листьями[7];
- 垂枝榆 (Ulmus pumila 'Tenue') — китайский сорт с зонтиковидной пониклой кроной[8];
- 龙爪榆 (Ulmus pumila 'Pendula') — китайский сорт со скрюченными ветвями[9].